# Fayetteville (Texas)
Fayetteville es una ciudad ubicada en el condado de Fayette en el estado estadounidense de Texas. En el Censo de 2010 tenía una población de 258 habitantes y una densidad poblacional de 198,43 personas por km².

## Geografía
Fayetteville se encuentra ubicada en las coordenadas 29°54′23″N 96°40′33″O / 29.90639, -96.67583. Según la Oficina del Censo de los Estados Unidos, Fayetteville tiene una superficie total de 1.3 km², de la cual 1.3 km² corresponden a tierra firme y (0%) 0 km² es agua.

## Demografía
Según el censo de 2010, había 258 personas residiendo en Fayetteville. La densidad de población era de 198,43 hab./km². De los 258 habitantes, Fayetteville estaba compuesto por el 96.9% blancos, el 0.78% eran afroamericanos, el 0% eran amerindios, el 0.78% eran asiáticos, el 0% eran isleños del Pacífico, el 1.16% eran de otras razas y el 0.39% pertenecían a dos o más razas. Del total de la población el 2.33% eran hispanos o latinos de cualquier raza.